# Vaginalring

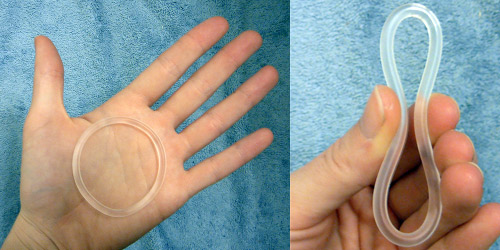
Vaginalring

En vaginalring är ett vaginalinlägg, som är format som en ring av en hopböjd tunn mjuk stav. Vaginalringen är en  doseringsform för läkemedel, som ger en jämn utsöndring av medlet över tiden. Ringen har vanligen en yttre diameter av ungefär 5,5 centimeter. Den som använder dem trycker själv ihop ringen och placerar den i slidan, vanligen högt upp nära livmodertappen, och medlet tas upp av slidans väggar. Det finns ingen exakt placering för ringen, och den kan flytta sig något utan att det är ett problem. 

## Bakgrund
Ännu finns relativt få produkter av denna typ, varför de ofta refereras till med varunamn. Vaginalringar förekommer som preventivmedel, p-ring innehållande progesteron och östrogen (nuvaring), samt östrogenringar som främst används mot klimakteriebesvär såsom torr slida (oestring). Medlet femring med högre doser av östrogen och även verksamt mot blodvallningar är sedan 2004 inte längre tillgänglig i Sverige.
Östrogenringar byts vanligen ut efter någon månad medan en p-ring normalt sitter inne i tre veckor följt av en veckas uppehåll, liknande det uppehåll som alltid förekommer vid bruk av kombinerade p-piller. Under denna vecka kommer en menstruationsliknande blödning, som oftast är avslutad innan det är dags att sätta in nästa ring. P-ringar kan även användas för att skjuta upp menstruationsblödningen, då sätts en ny ring in direkt sedan den gamla tagits ut.
Vaginalringar lämnas ofta kvar under samlag; p-ringar bör inte vara ute i mer än tre timmar för att inte risk för graviditet ska uppstå, och det brukar rekommenderas att inte ta ut den vid samlag. En minoritet av både män och kvinnor märker av p-ringen under samlag, och de flesta känner inte ringen som något negativt. Östrogenringar plockas gärna ut vid samlag då de är tjockare än p-ringarna, oftare orsaker besvär vid samlag och följderna av att glömma sätt in dem igen inte är så drastiska.

## Vaginalring som preventivmedel
Vaginalringar har flera fördelar jämfört med många andra preventivmedel såsom p-piller. Till exempel ger vaginalringar en jämnare och lägre hormondos än den hormondos man får av p-piller, och vaginalringen ger också ett av de säkrare skydden mot graviditet. En vaginalring kan ofta lindra menssmärtorna samt minska mensen och göra den mer regelbunden. I och med detta minskar också risken att drabbas av PMS.
Det är möjligt att skjuta upp mensen med hjälp av en vaginalring och man behöver inte tänka på att dagligen ta ett piller. Vaginalringens skydd mot graviditet påverkas inte heller av att du får diarré eller kräks, vilket är fallet med p-piller. Likt p-piller skyddar inte vaginalringen mot könssjukdomar, och kan framför allt i början ge upphov till vissa biverkningar. Kroppen kan behöva lite tid att vänja sig vid vaginalringen.
De biverkningar som kan orsakas vid användning av en p-ring är bland annat bröstspänningar, mellanblödningar, illamående, nedstämdhet, huvudvärk och akne. Om symptomen skulle kvarstå efter 2–3 månaders användning av preventivmedlet är det lämpligt att överväga någon annan form av preventivmedel.